# Maiqiong Cuo
Maiqiong Cuo (kinesiska: 麦穷错) är en sjö i Kina. Den ligger i den autonoma regionen Tibet, i den sydvästra delen av landet, omkring 640 kilometer väster om regionhuvudstaden Lhasa. Maiqiong Cuo ligger 4 670 meter över havet. Arean är 50 kvadratkilometer. Trakten runt Maiqiong Cuo består i huvudsak av gräsmarker. Den sträcker sig 16,7 kilometer i nord-sydlig riktning, och 6,4 kilometer i öst-västlig riktning.
Genomsnittlig årsnederbörd är 611 millimeter. Den regnigaste månaden är juli, med i genomsnitt 151 mm nederbörd, och den torraste är april, med 18 mm nederbörd.